# Marcos 11

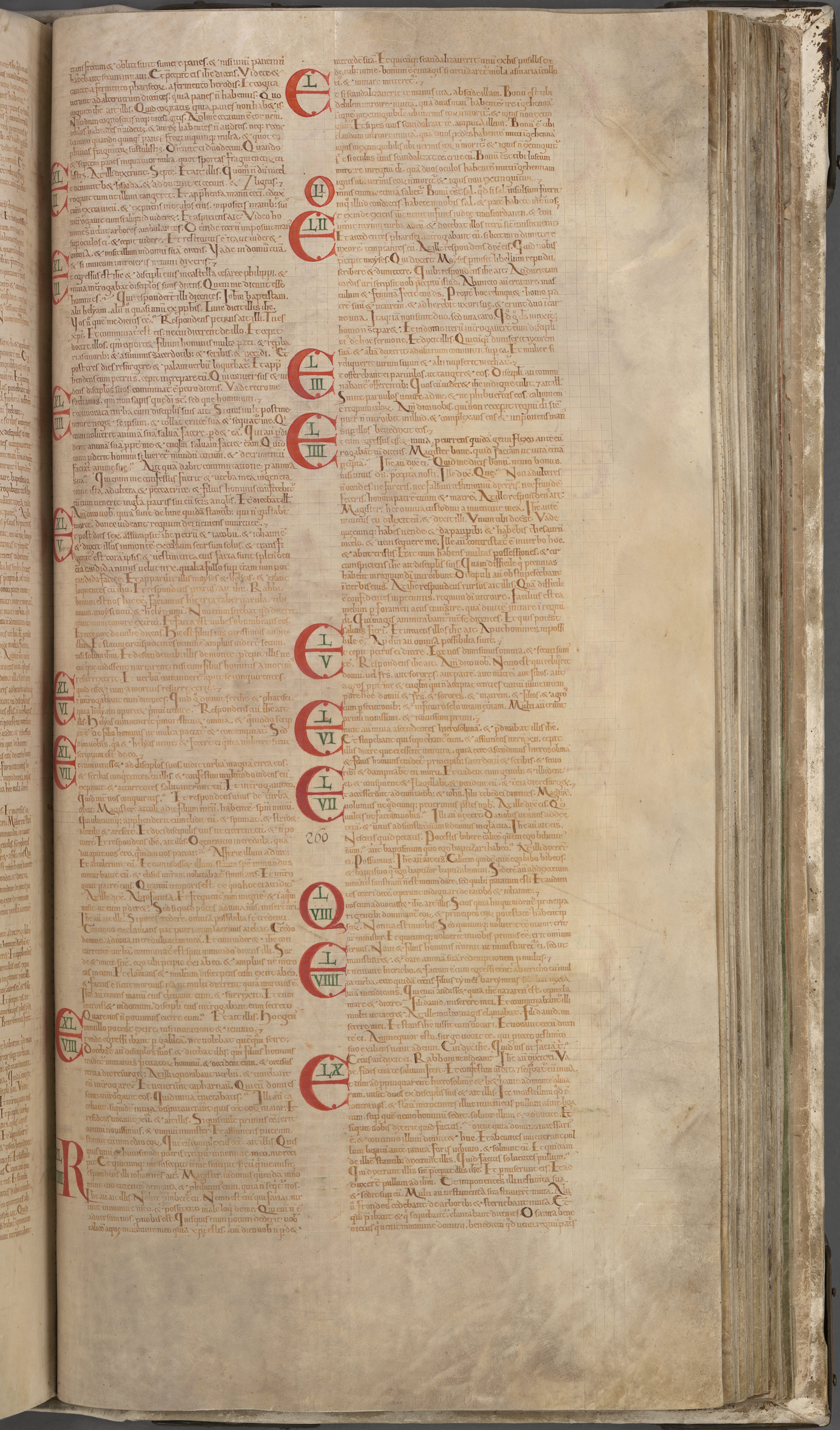
El texto latino de Marcos 8:13-11:10 en el Codex Gigas

Marcos 11 es el undécimo capítulo del Evangelio de Marcos del Nuevo Testamento de la Biblia cristiana. Biblia, que da comienzo a la última semana «agitada» de Jesús, antes de su muerte, cuando llega a Jerusalén para la próxima Pascua. Contiene los relatos de la entrada en Jerusalén, su maldición de la la higuera, su conflicto con los cambistas del Templo, y su discusión con los jefes de los sacerdotes y los ancianos sobre su autoridad. El comentarista bíblico Christopher Tuckett señala que «suele adjudicarse a la narración de la Pasión en Marcos el comienzo en Marcos 14, pero hay un sentido real en el que puede decirse que comienza... al principio del capítulo 11».

## Texto
El texto original fue escrito en griego koiné. Este capítulo está dividido en 33 Versículos.

### Testigos textuales
Algunos manuscritos antiguos que contienen el texto de este capítulo son:
- Codex Vaticanus (325-350; completo)
- Codex Sinaiticus (330-360; completo)
- Codex Bezae (~400; completo)
- Codex Alexandrinus (400-440; completo)
- Codex Ephraemi Rescriptus (~450; completo)

## Escala temporal
Los versículos 1-11 reflejan los acontecimientos conmemorados por los cristianos el Domingo de Ramos. Los versículos 12-19 registran acciones del «día siguiente», y terminan esa noche. Los versículos 20-33 comienzan temprano (en griego πρωῒ, prói), a la mañana siguiente. Tuckett sostiene que es «muy probable» que Marcos haya comprimido una serie de acontecimientos en una sola semana, mientras que es más plausible suponer que tuvieron lugar durante un período de tiempo más largo.

## Entrada triunfal en Jerusalén

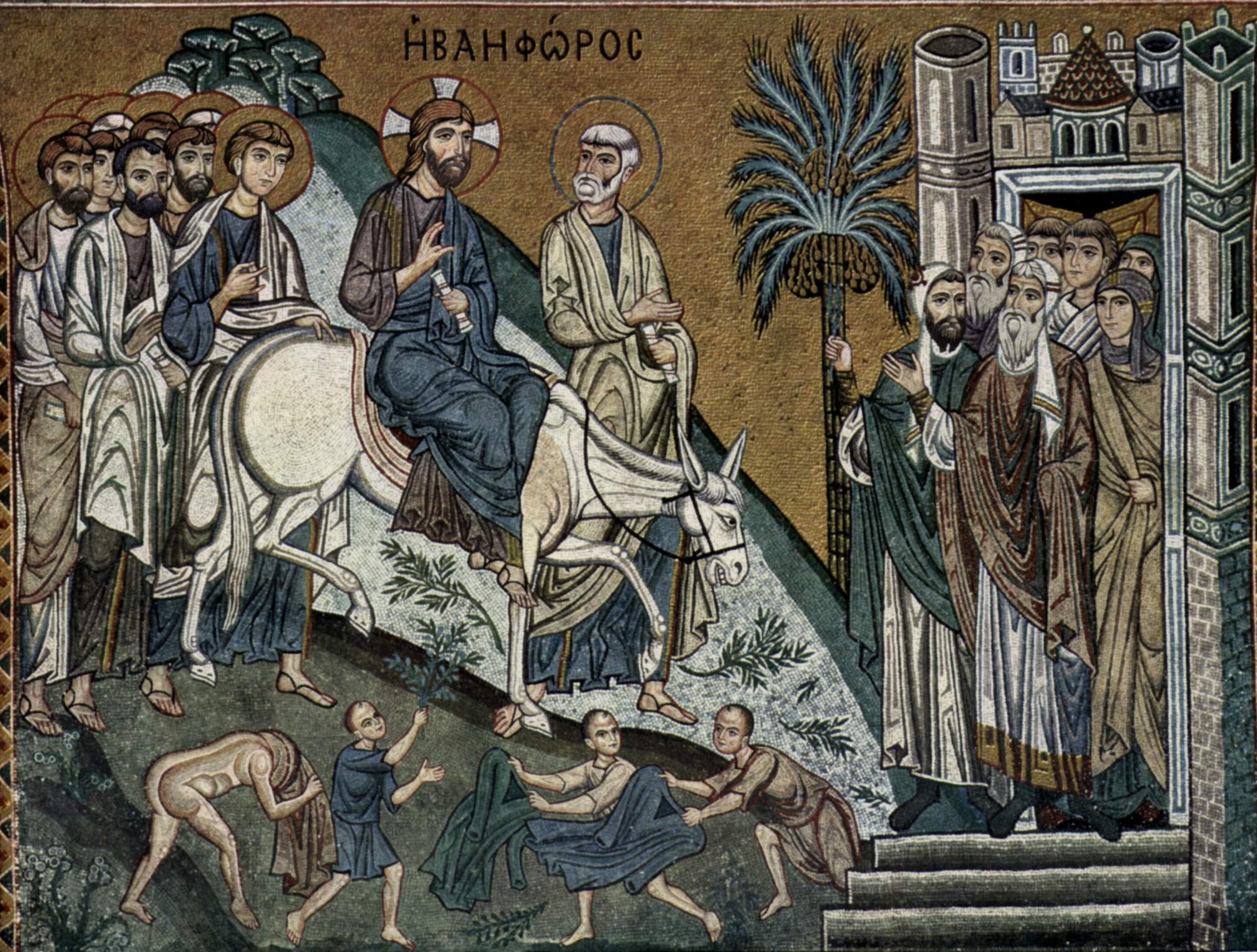
Entrada de Cristo en Jerusalén por el Maestro de Capilla del Palacio

Jesús y sus discípulos se acercan a Betfagé y Betania, pueblos en las afueras de Jerusalén. Betania estaba a unas dos millas (3,2 km) al este de la ciudad, en el Monte de los Olivos. Zecarías 14:4] tiene la batalla final mesiánica que ocurre en el Monte de los Olivos. Betfagé es aramaico para casa de higos inmaduros, tal vez la prefiguración de Marcos de la historia de la higuera.
Jesús ordena a dos discípulos anónimos que se adelanten a la ciudad y recojan un pollino, con lo que casi con seguridad se refiere a un burro joven, que dice que estará atado y nunca ha sido montado, para que él lo monte. Esto es para cumplir profecías mesiánicas, como la de Zacarías 9:9, que se cita en todos los Evangelios excepto en Marcos. Les ordena que si alguien les pregunta digan: «El Señor lo necesita y lo enviará aquí inmediatamente».  Marcos 11:3, donde Marcos utiliza un doble sentido ya que el «Señor» se refiere al dueño del potro y a Jesús. Los dos van y encuentran el potro como Jesús había predicho y empiezan a desatarlo y la gente que está cerca les pregunta qué están haciendo y ellos les dicen lo que Jesús les dijo que dijeran y sorprendentemente los dejan en paz. Marcos deja el suceso aparentemente mostrando el poder de predicción de Jesús, pero se podría argumentar que la gente ya conocía a Jesús ya que este pueblo fue su base de operaciones durante los siguientes días: según Marcos y los otros Evangelios, Jesús también tenía amigos allí incluyendo a Lázaro, sus hermanas y Simón el leproso.
Llevan el pollino de vuelta a Jesús y le ponen sus mantos y Jesús lo monta en Jerusalén y la gente pone sus mantos y ramas de árboles delante de él, cantándole alabanzas como Hijo del David y una línea del Salmo. 118:25-26:
¡:Hosanna! ¡Bendito el que viene en nombre del Señor! ¡Bendito el reino venidero de nuestro padre David! Hosanna en las alturas!
El Textus Receptus repite las palabras ἑν ὀνόματι Κυρίου (en onomati kuriou, «en el nombre del Señor») tanto en el Versículo 10 como en el 9:
«¡Bendito el reino de nuestro padre David que viene en el nombre del Señor!».
El antiguo Codex Alexandrinus apoya la duplicación, pero otros manuscritoss tempranos, la Vulgata y los escritos de Orígenes omiten estas palabras del Versículo 10.
La cita de los Salmos es significativa, ya que la composición de los Salmos se atribuye tradicionalmente al rey David. La palabra ὡσαννά, (Hosanna, «sálvanos, por favor») deriva del arameo (הושע נא) (véase Arameo de Jesús#Hosana) del hebreo (הושיעה נא) (Salmos 118: 25, הוֹשִׁיעָה נָּא), que significa «ayuda» o «salva, te lo ruego», «una súplica que se convirtió en fórmula litúrgica; como parte del Hallel . . familiar para todos en Israel".
Este acontecimiento es celebrado por los cristianos como Domingo de Ramos, ya que el Evangelio de Juan dice que las ramas fueron tomadas de palmeras.

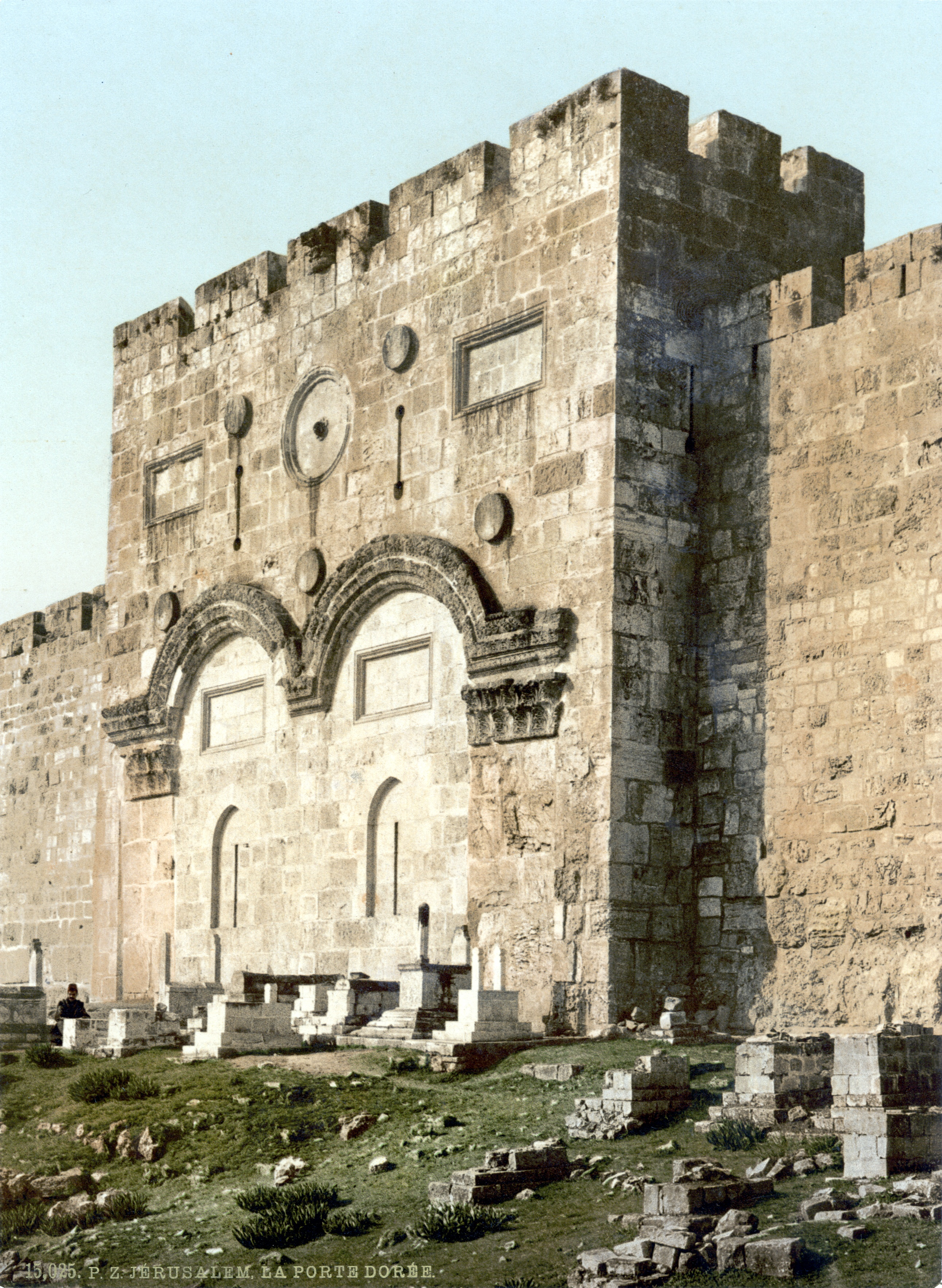
La Puerta Dorada o Sha'ar Harachamim

### Versículo 11
Jesús entró en Jerusalén y en el templo. Y cuando hubo mirado todas las cosas, como ya era tarde, salió para Betania con los doce. 
Entra en la ciudad e inspecciona el Templo. Se desconoce dónde tuvo lugar esta entrada, algunos creen que fue a través de lo que ahora se llama la Puerta de Oro por donde se creía que el Mesías entraría en Jerusalén. Otros piensan que podría haber utilizado una entrada al sur que tenía unas escaleras que conducían directamente al Templo. La multitud parece haberse dispersado antes de que Jesús llegara al Templo. Examina la escena, pero como es tarde se marcha y vuelve a Betania. Había dos áreas del Templo, la zona principal del edificio donde se desarrollaba la actividad de la gente y el santuario interior, también llamado Templo, donde se pensaba que residía el poder de Dios.

### Comentario
Con la entrada en Jerusalén, Jesús se declara como el Mesías prometido. Pero también, con sus gestos, se vislumbra la inmensa magnitud de su ser. Las multitudes, como Bartimeo, creían que era el Mesías descendiente de David. Jesús avanza una modificación a ese título que después hará de forma explícita, llamándose a sí mismo «Señor» y manifestando su real señorío sobre las personas y las cosas.
Pero su señorío no se impone por la fuerza sino que respeta la libertad de las personas: 

Desde el comienzo de la historia cristiana, la afirmación del señorío de Jesús sobre el mundo y sobre la historia significa también reconocer que el hombre no debe someter su libertad personal, de modo absoluto, a ningún poder terrenal sino sólo a Dios Padre y al Señor Jesucristo.

La entrada triunfal de Jesús en la Ciudad Santa pone de manifiesto su condición de Rey, Mesías. Mateo observa en la presencia del asna atada junto a su borrico cumpliéndose así la profecía de Zacarías. El asno, antiguamente montado por príncipes, fue cambiado en la época de la monarquía israelita por el caballo, para dar una superior muestra de poder. Por eso el vaticinio de Zacarías, con el asno, quería poner de manifiesto que es un rey de paz que triunfa sin armas ni violencia, más bien al contrario, con mansedumbre y humildad
Los Padres de la Iglesia han vislumbrado en este pasaje un simbolismo: el asna madre representa al judaísmo, sometido al yugo de la Ley, mientras que el borrico representaría a la gentilidad. Jesús introduce a unos y otros en la Iglesia, la nueva Jerusalén.
La multitud muestra su alegría gritando: «¡Viva el Hijo de David!». Se entiende que la Iglesia haya cogido estos vítores en el prefacio de la Santa Misa, ya que con ellos se proclama la realeza de Cristo: 

Ha sido costumbre muy general y antigua llamar Rey a Jesucristo, en sentido metafórico, a causa del supremo grado de excelencia que posee y que le encumbra entre todas las cosas creadas. Así se dice que reina en las inteligencias de los hombres, no tanto por el sublime y altísimo grado de su ciencia, cuanto porque Él es la Verdad y porque los hombres necesitan beber de Él y recibir obedientemente la verdad. Se dice también que reina en las voluntades de los hombres, no sólo porque en Él la voluntad humana está entera y perfectamente sometida a la santa voluntad divina, sino también porque con sus mociones e inspiraciones influye en nuestra libre voluntad y la enciende en nobilísimos propósitos. Finalmente, se dice con verdad que Cristo reina en los corazones de los hombres, porque con su supereminente caridad y con su mansedumbre y benignidad, se hace amar por las almas de manera que jamás nadie —entre todos los nacidos— ha sido ni será nunca tan amado como Cristo Jesús.

## La higuera y los cambistas
Al salir de Betania al día siguiente, Jesús, que tiene hambre, véase una higuera en (o desde) la distancia y se acerca a ver si tiene higos. George Maclear sugiere que puede haber ayunado durante la noche. Es demasiado pronto en el año para que el árbol produzca frutos, y no tiene ninguno. Jesús la maldice (véase el Versículo 21): «Que nadie vuelva a comer fruto de ti», palabras que escuchan sus discípulos.
.
.

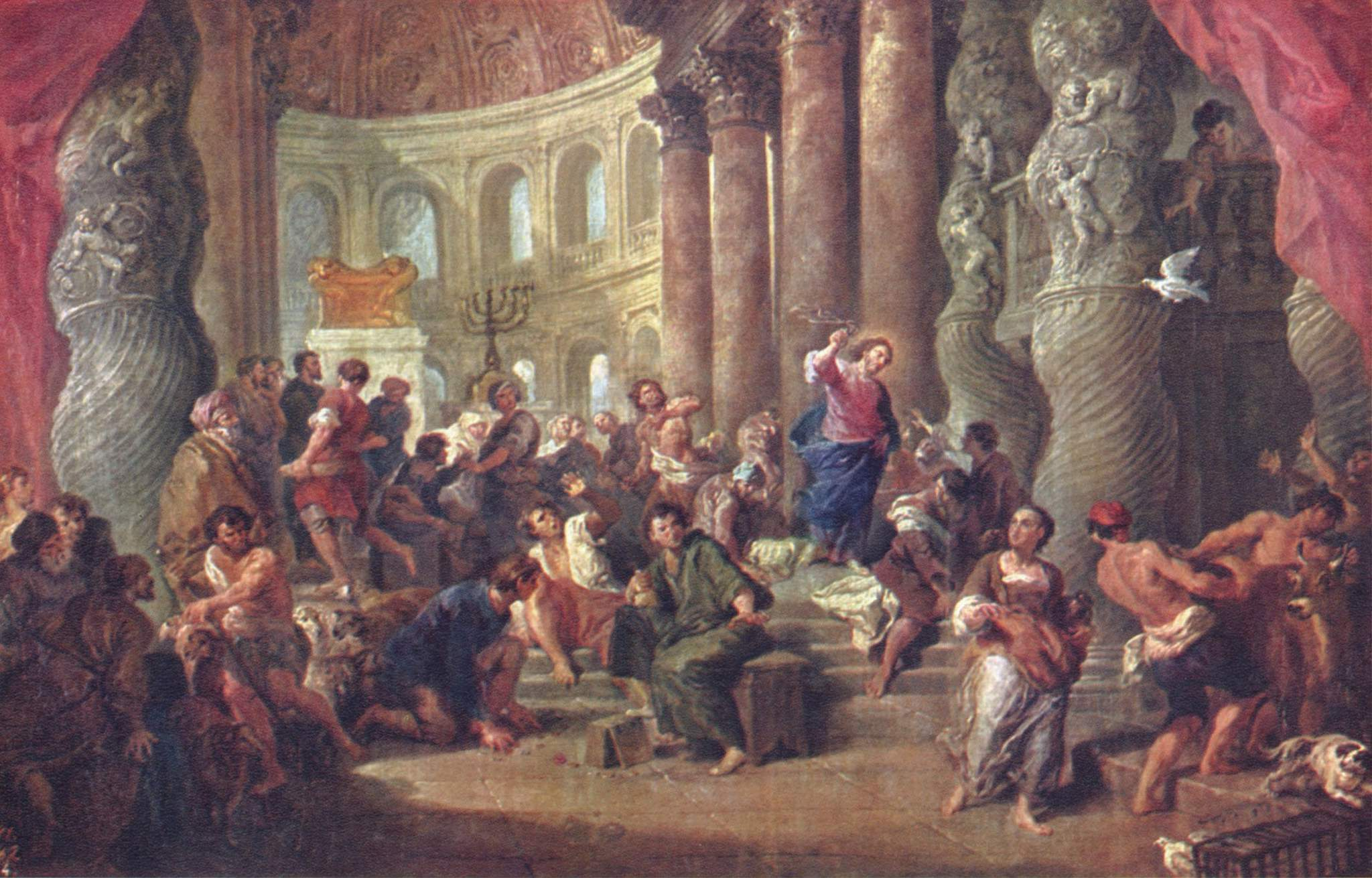
Jesús vertreibt die Händler aus dem Tempel por Giovanni Paolo Pannini

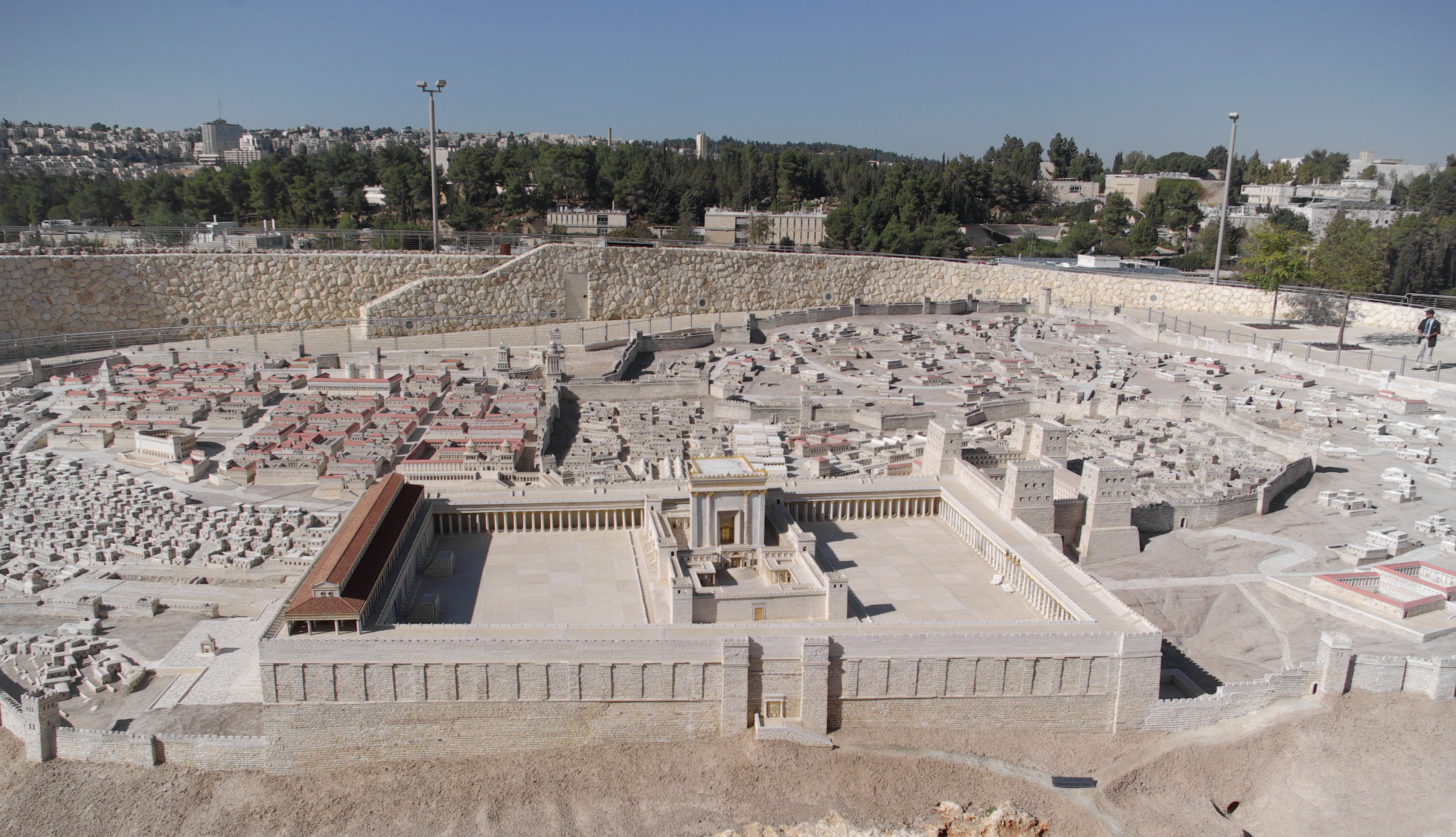
Un modelo del Templo de Herodes adyacente a la exposición del Santuario del Libro en el Museo de Israel, Jerusalén

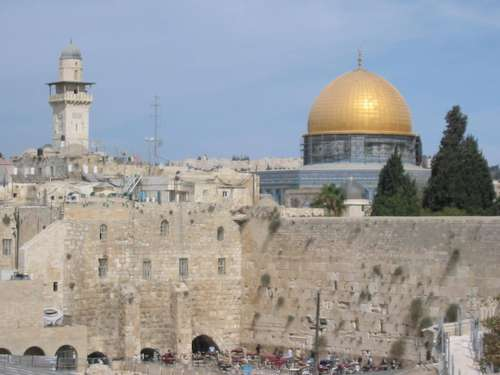
El Monte del Templo en su aspecto actual. El Muro Oeste está en primer plano con la Cúpula de la Roca elevándose sobre el Monte

Llegan a Jerusalén y Jesús se dirige directamente al Templo, el Templo de Herodes, y empieza a derribar mesas y a echar a los vendedores de palomas y a los cambistas del patio del Templo e impide que la gente traiga nada para vender por los atrios del Templo (Marcos 11:15-19). Las palomas se usaban para los sacrificios y el dinero estándar de la Antigua Grecia o la Antigua Roma que usaba la gente tenía que cambiarse por dinero especial bendito judío o de Tiro apto para su uso. Esto es lo que Jesús les dijo a todos los que estaban allí:

### Versículo 17
Y les enseñaba, diciéndoles:
¿No está escrito: Mi casa será llamada por todas las naciones casa de oración?
pero vosotros la habéis hecho cueva de ladrones. 
- Referencia cruzada: Mateo 21:13, Lucas 19:46

Jesús combina citas de Isaías 56:7 y Jeremías 7:11 en Mateo 21:13, que es un Versículo paralelo a este y a Lucas 19:46. Ambos son de exposiciones sobre la naturaleza del Templo. La cita de Isaías proviene de una sección sobre cómo a todos los que obedecen la voluntad de Dios, judíos o no, se les debe permitir entrar en el Templo para que puedan rezar y por lo tanto conversar con Dios. El pasaje de Jeremías es de un capítulo sobre la inutilidad del culto por parte de aquellos que no obedecen la voluntad de Dios. El hecho de que la gente gane dinero adorando a Dios dentro del propio Templo de Dios le parece a Jesús una corrupción de la intención de Dios. «Cueva de ladrones» podría ser una referencia a los precios de extorsión por las palomas y el dinero. La gente está asombrada por Jesús y sus enseñanzas, lo que lleva a los jefes de los sacerdotes a conspirar para matarlo. Sin embargo, Jesús y su grupo abandonan la ciudad al final del día.
El incidente con los cambistas se recoge en todos los Evangelios. Los sinópticos tienen básicamente la misma historia que Marcos. Juan 2:12-25 tiene el incidente ocurriendo al principio de su libro y por lo tanto Ministerio de Jesús. Expulsa a los vendedores de palomas y a los cambistas, pero no cita el Antiguo Testamento, sino que dice: «¡Cómo os atrevéis a convertir la casa de mi Padre en un mercado!». Los discípulos recuerdan «El celo por tu casa me consumirá». 69:9 La mayoría de los eruditos sostienen que se trata del mismo incidente y que realmente ocurrió poco antes de la muerte de Jesús. Una minoría sostiene que hubo dos incidentes con los cambistas, uno al principio y otro al final de la misión de Jesús.
Según el artículo de la Enciclopedia Judía sobre Jesús: En el Templo
Esto parece haber sido el primer día de la semana y el 10 de Nisán, cuando, según la Ley, era necesario que se comprara el cordero pascual. Por lo tanto, es probable que la entrada en Jerusalén fuera con este fin. Al comprar el cordero, parece que surgió una disputa entre los seguidores de Jesús y los cambistas que organizaban tales compras; y estos últimos fueron, al menos ese día, expulsados del recinto del Templo. De las referencias talmúdicas se desprende que esta acción no tuvo un efecto duradero, si es que tuvo alguno, pues Simón ben Gamaliel se encontró con una situación muy parecida mucho tiempo después (Ker. i. 7) y llevó a cabo algunas reformas. El acto atrajo la atención pública hacia Jesús, a quien durante los días siguientes se le pidió que definiera su posición hacia las partes en conflicto en Jerusalén. Parecía atacar especialmente los emolumentos de la clase sacerdotal, que en consecuencia le pidió que declarara con qué autoridad había interferido en las disposiciones sacrosantas del Templo. En una respuesta un tanto enigmática, Jesús equiparó sus pretensiones a las de Juan el Bautista, es decir, las basó en el apoyo popular.
El Seminario de Jesús llegó a la conclusión de que se trataba de un acto «rosa», «una aproximación cercana a lo que hizo Jesús», tal como se recoge en Marcos 11:15-19, Mateo 21:12-17, Lucas 19:45-48 y se denominó el «incidente del Templo» y la causa principal de la crucifixión.
A la mañana siguiente vuelven a pasar junto a la higuera y Pedro se da cuenta de que ahora está «marchita», y emocionado se lo señala a Jesús, que le responde:
Tened fe en Dios. Os aseguro que si alguno dice a este monte: «Anda, tírate al mar», y no duda en su corazón, sino que cree que sucederá lo que dice, le sucederá. Por eso os digo que todo lo que pidáis en la oración, creed que lo habéis recibido, y os será concedido. (22-23)
Se pueden encontrar afirmaciones similares, aparte de la historia de la higuera, en Mateo 17:20 y Lucas 17:6, así como en dicho 48 del Evangelio de Tomás. San Pablo también menciona la fe que puede mover montañas en 1 Corintios 13:2.
Algunos han argumentado que la acción de Jesús con respecto a la higuera parece ilógica, ya que no era la época del año para que los árboles dieran frutos y se podría suponer que un divino Jesús sabría que el árbol no tendría higos o simplemente podría haber producido los higos por un milagro en lugar de maldecir el árbol. Bertrand Russell, el agnóstico filósofo, incluso enumeró esta historia como una de sus razones para no ser cristiano. La maldición del árbol muestra el poder de Jesús y el poder de la oración unido a la plena creencia en Dios. Marcos, al colocar la higuera antes y después del incidente en el Templo, puede estar utilizando la higuera como una metáfora de lo que él ve como la esterilidad de los sacerdotes y el marchitamiento de su enseñanza y autoridad debido a su falta de fe verdadera. Al igual que con la higuera, Jesús había esperado encontrar «fruto», el fruto de la verdadera adoración a Dios, en el Templo, pero no es el momento adecuado para ello, por lo que el Templo, al igual que la higuera, está maldito. Los exégetas a menudo toman esto como una de las referencias de Marcos a la destrucción del Templo por los romanos, y en consecuencia su fecha de Marcos después de este evento.
La higuera es mencionada de nuevo en Marcos 13:28 por Jesús como parte de su discurso escatológico, cuando sus hojas estarán llenas y dará fruto en verano, en contraposición a la primavera actual.  Mateo tiene aproximadamente la misma historia, pero no Lucas o Juan, aunque Lucas 13:6-9 tiene a Jesús relatando una parábola, Parábola de la higuera sin fruto, sobre un hombre que no encuentra frutos en una higuera. Tomás tiene a Jesús hablando de cardos que no dan higos en diciendo 45, que también se encuentra en el Sermón de la Montaña en Mateo 7:16.
Esta sección de Marcos termina con los versículos Marcos 11:25-26 que tienen paralelo en Mateo 6:14-15 y Lucas 6:37,Lucas 11: 4 que algunos han visto como una porción o continuación del Padre Nuestro: perdona a los demás para que Dios te perdone a ti. 

### Comentarios
Jesús realiza acciones en el Templo que reflejan su autoridad y su mensaje. Estos eventos suelen interpretarse como una denuncia de la hipocresía religiosa y una llamada a la verdadera adoración interior. Jesús expulsa a los mercaderes del Templo y los acusa de convertir la casa de oración en un mercado. La maldición de la higuera se utiliza como una metáfora para ilustrar la importancia de dar frutos genuinos de fe y obediencia a Dios.
En el contexto de la fe cristiana, se entiende que Jesús vino a purificar y renovar la relación entre Dios y la humanidad, y su acción en el Templo representa esa purificación necesaria. Además, se destaca la importancia de una fe auténtica que se exprese en obras de amor y justicia, en contraposición a una religión meramente externa y ritualista.
La destrucción del Templo es un evento profético que Jesús predice y que posteriormente ocurrió en el año 70 d. C. con la destrucción del Templo de Jerusalén por parte de los romanos. Esto se interpreta como un juicio divino sobre la religión formalista y un llamado a la conversión y la renovación espiritual.
En resumen, estos episodios en el Templo y la maldición de la higuera se entienden como enseñanzas sobre la importancia de una fe genuina, fructífera y transformadora, en contraposición a una religión vacía de significado y desprovista de una relación verdadera con Dios.

También tú, si no quieres ser condenado por Cristo, (…) debes guardarte de ser árbol estéril, para poder ofrecer a Jesús, que se ha hecho pobre, el fruto de piedad que necesita 

En este episodio del Evangelio, Jesús enseña a sus discípulos sobre el poder de la oración, destacando que la condición fundamental para la oración es la caridad. Es decir, al acudir ante Dios en oración, debemos desechar el rencor y cualquier actitud indigna de Él. Sin embargo, una vez cumplida esta condición, Jesús enfatiza que el Señor se compromete expresamente a atender la oración de sus hijos hecha con fe. Ni la indignidad personal ni el hecho de que Dios conozca las necesidades personales deben ser excusa para dejar de acudir a Él con confianza.

«¡Oh Señor mío!, ¿por ventura será mejor callar con mis necesidades esperando que Vos las remediéis? No, por cierto; que Vos, Señor mío y deleite mío, sabiendo las muchas que habían de ser y el alivio que nos es contarlas a Vos, decís que os pidamos y que no dejaréis de dar» 

## Argumento sobre la autoridad de Jesús
Jesús vuelve al Templo por tercera vez, y mientras camina por los atrios del Templo los sacerdotes, maestros y ancianos se le acercan y cuestionan su autoridad para hacer las cosas que está haciendo. Intentan hacerle decir que su autoridad viene de Dios y por eso pueden acusarle de blasfemia.
Jesús dice que les dirá si le responden a una pregunta: «El bautismo de Juan el Bautista, ¿venía del cielo, o de los hombres? Decídmelo». (30) Los sacerdotes quedan entonces atrapados. Marcos da a entender que no creyeron en Juan, de modo que si responden desde el cielo la gente les preguntará por qué no creyeron en Juan. Si responden desde los hombres, entrarían en conflicto con el pueblo, que sí creía en Juan. Por eso se niegan a responder y, en consecuencia, también lo hace Jesús. Esto le permite hacer que los sacerdotes parezcan malos e incompetentes y también le permite dar a entender a la gente que su autoridad viene de Dios sin decirlo.
Esta es la primera vez en Marcos que los sumos sacerdotes, miembros del Sanedrín, son presentados como adversarios de Jesús. Sus conflictos anteriores habían sido con los fariseos y los escribas o maestros de la ley. Jesús tiene varias discusiones con las autoridades judías que comienzan aquí y duran hasta el capítulo 12 en las que intentan ponerle la zancadilla pero fracasan continuamente.

### Comentarios
Comienza la tercera jornada en Jerusalén, caracterizada por las enseñanzas de Jesús que a menudo provocan polémica con los líderes del judaísmo oficial. El foco de la hostilidad de las autoridades probablemente se centre en la purificación del Templo realizada por Jesús. Desde ese momento, buscan formas de desacreditarlo y eventualmente, buscarán tergiversar esa acción para condenarlo a muerte. La acción de estos hombres tiene un componente falaz: Jesús ya ha demostrado su mesianidad y Juan el Bautista ha dado testimonio de ello. Jesús, aunque está dispuesto al diálogo, antes de responder, les presenta la verdadera cuestión: ¿Aceptarán o no el ministerio de Juan Bautista como Precursor? Porque aceptar a Juan implicaba reconocer también el ministerio de Jesucristo. Sin embargo, estos hombres, como señala el evangelista, se niegan a ese reconocimiento, cegados por su propia incredulidad, y están decididos a llevar a cabo la muerte de Jesús.

Por un lado temían al pueblo, por otro lado, a la verdad. De una parte eran tímidos, de otra, envidiosos; pero, en cualquier caso, ciegos. La prueba de la huida es el temor del corazón: temían que el pueblo les apedrease si decían que el bautismo de Juan procedía de los hombres, temían quedar convictos por Cristo si decían que procedía del cielo.

## Comparación con otros evangelios canónicos
Mateo recoge estas historias en el capítulo 21, con las diferencias de que Jesús pelea con los cambistas el día que llega a Jerusalén y cura después a varios ciegos y cojos. Jesús maldice la higuera a la mañana siguiente y se marchita inmediatamente.
Lucas tiene todo este contenido en 19:28-20:8, excepto lo de la higuera, e incluye una predicción explícita de Jesús sobre la destrucción. También afirma que los fariseos intentaron silenciar las alabanzas de sus seguidores hacia Él durante su entrada en Jerusalén y, al igual que Mateo, Lucas dice que Jesús expulsó a los cambistas el día que llegó allí.
Juan 12 hace que Jesús llegue a Betania y cene con Lázaro y sus hermanas María y Marta después de resucitarle de entre los muertos. Al día siguiente encuentra el pollino, Juan sin mencionar a los discípulos, y lo monta hasta Jerusalén mientras se canta el mismo salmo. A continuación, enseña a la multitud en Jerusalén, teniendo Juan el incidente en el Templo antes del viaje final de Jesús a Jerusalén.